# دبستان دینیاری
دبستان دینیاری مربوط به ۱۲۹۰ خیابان است و در یزد، خیابان آیت‌الله کاشانی، کوی زرتشتیان واقع شده و این اثر در تاریخ ۱۲ شهریور ۱۳۸۰ با شمارهٔ ثبت ۳۸۰۹ به‌عنوان یکی از آثار ملی ایران به ثبت رسیده است.